# ダイバーの墓

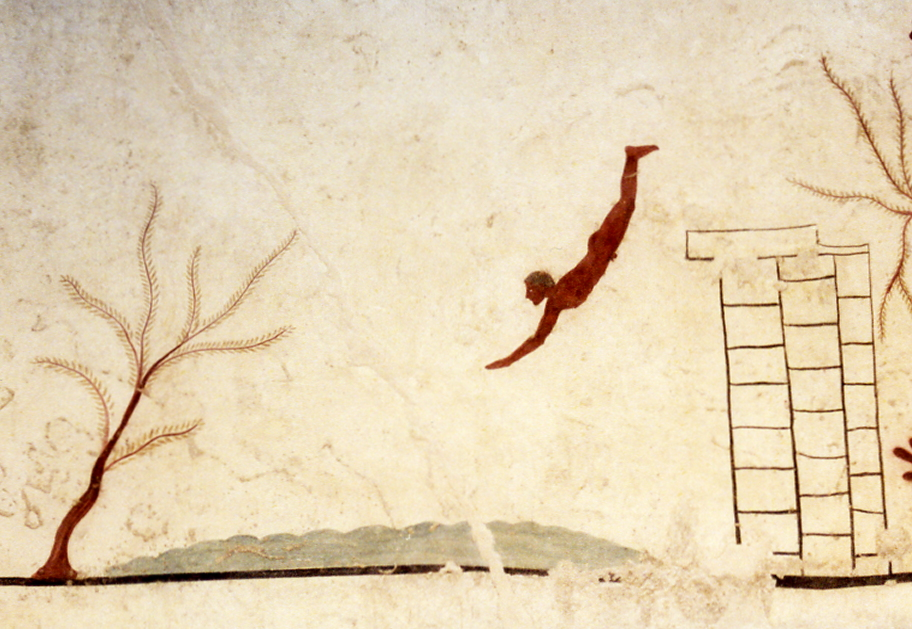
墓の蓋の内面。波に飛び込む男性が描かれている

ダイバーの墓（イタリア語: Tomba del tuffatore、英語: Tomb of the Diver）は、イタリアに存在した紀元前5世紀頃の古代人の墓。マグナ・グラエキア（現在のイタリア南部）のギリシア都市パエストゥムの南約1.5kmに存在する小規模なネクロポリスを考古学者の Mario Napoli が1968年6月に発掘調査した際に発見された。現在はパエストゥムの博物館に収蔵されている。

## 概要
自然の岩を掘削してできた床面と、地元で取れた石灰岩を厚い板状に加工した側板4点および蓋1点で構成された墓である。板石は漆喰が丁寧に施され、側板は215 x 100 x 80 cm の箱状に配置されていた。5枚の板石は内側にフレスコ技法の絵が施されている。4側面の板石にはシュンポシオン（響宴）の様子が描かれ、蓋の板石には墓の名称の由来になった若い男性が渦巻き波打つ水面に飛び込む様子が描かれている。二人以上の絵師が携わったとみられ、南面は他の面と比べて技術的な評価が低い。
墓が発見された際の予期せぬフレスコ画の発見でその重要さが明らかになり、「オリエンタルを起点とし、アルカイック時代とクラシカル時代をくぐり抜けたギリシア絵画の唯一の例だ。この時代（紀元前700-400年）のギリシャ様式の墓は数百点が知られているが、フレスコで人物が描かれた例として唯一のもの。」と評された。
墓の内部からは、数点の遺物が発見されている。遺骸（骨の状態は良くないが、若い男性と推測される）の傍には亀の甲、2点のアリュバロス（arýballoi）、アッティカ式のレキュトスが置かれていた。アリュバロスはレスリングの訓練の際に使っていた香油容器と考えられ、レキュトスは彼の好んだ飲料カップとみられている。レキュトスには紀元前480年頃の黒絵式技法の装飾が施されていたため、墓の発見者と他の考古学者は墓の年代を紀元前470年頃と推測している。

## ギャラリー
全体
| 蓋の全面(内側) | シュンポシオン、北面                                     |
| 北面の一部分   | シュンポシオン、南面。他の面と異なる絵師によると思われる |